# Poum (Nova Caledònia)
Poum (nyâlayu Pum) és un municipi francès, situat a la col·lectivitat d'ultramar de Nova Caledònia. El 2009 tenia 1.388 habitants. Fins a 1977 va formar part de la comuna de Koumac.

## Evolució demogràfica
| Població de Poum (1956-2009) | Població de Poum (1956-2009) | Població de Poum (1956-2009) | Població de Poum (1956-2009) | Població de Poum (1956-2009) | Població de Poum (1956-2009) | Població de Poum (1956-2009) | Població de Poum (1956-2009) | Població de Poum (1956-2009) | Població de Poum (1956-2009) |
| ---------------------------- | ---------------------------- | ---------------------------- | ---------------------------- | ---------------------------- | ---------------------------- | ---------------------------- | ---------------------------- | ---------------------------- | ---------------------------- |
| Població                     | 1.569                        | 1.066                        | 890                          | 1.033                        | 816                          | 1.038                        | 1.320                        | 1.390                        | 1.388                        |
| Any                          | 1956                         | 1963                         | 1969                         | 1976                         | 1983                         | 1989                         | 1996                         | 2004                         | 2009                         |

## Administració
| Període   | Identitat      | Partit    |
| --------- | -------------- | --------- |
| 1991-2001 | Alphonse Dayé  | FLNKS-UC  |
| 2001-2008 | Emmanuel Dayé  | FLNKS-UPM |
| 2008-     | Henriette Hmae | FLNKS-UC  |

| Escut de Nova Caledònia | Divisió administrativa de Nova Caledònia | Bandera de Nova Caledònia |

Belep •
Canala •
Hienghène •
Houaïlou •
Kaala-Gomen •
Koné •
Kouaoua •
Koumac •
Ouégoa •
Poindimié •
Ponérihouen •
Pouébo •
Pouembout •
Poum •
Poya •
Touho •
Voh •

Boulouparis •
Bourail •
Dumbéa •
Farino •
La Foa •
L'Île des Pins •
Moindou•
Mont-Dore •
Nouméa •
Païta •
Poya •
Sarraméa •
Thio •
Yaté •

Ouvéa •
Lifou •
Maré •